# 宮木広大
宮木 広大（1899年〈明治32年〉9月12日 - 没年不明）は、昭和時代前期の拓務官僚、農商務官僚、台湾総督府官僚。

## 経歴
東京市に生まれる。第二高等学校を経て、1923年（大正12年）3月に東京帝国大学経済学部を卒業し、農商務省に入省し商務局属となる。翌年11月、高等試験行政科に合格。農商務省鉱山監督局書記官、商工事務官、拓務事務官、拓務書記官、拓務局事業課長、同局南洋課長、ブラジル赴任を経て、1940年（昭和15年）5月に新竹州知事に就任し、1942年（昭和17年）7月に台南州知事に転じた。1943年（昭和16年）退官した。
その後、台湾拓殖理事を務めた。戦後、公職追放となった。